# Зайцева, Замира Хаматхановна
Замира Хаматхановна Зайцева (урожд. Ахтямова; род. 16 февраля 1953 года) — советская легкоатлетка, специализировавшаяся в беге на 1500 метров.

## Карьера
В 1979 году на зимнем чемпионате Европы завоевала серебро на дистанции 1500 метров, установив рекорд СССР. В 1982 году стала вице-чемпионкой Европы на дистанции 1500 метров. На чемпионате мира 1983 года также поднималась на вторую ступень пьедестала. В 1985 году стала второй на Кубке мира.
Бронзовый призёр чемпионата СССР 1974 года на дистанции 1500 метров. Также бронзу завоевала на чемпионате СССР 1978 года на дистанции 1500 метров. Вице-чемпион СССР 1981 года на дистанции 1500 метров. Также вторая на чемпионате СССР 1982 года на дистанции 1500 метров. Победитель летней Спартакиадs народов СССР 1983 года на дистанции 1500 метров.
Вице-чемпион СССР 1985 года на дистанции 3000 метров.